# Montaut, Ariège
Montaut är en kommun i departementet Ariège i regionen Occitanien i södra Frankrike. Kommunen ligger  i kantonen Saverdun som ligger i arrondissementet Pamiers. År 2022 hade Montaut 694 invånare.

## Befolkningsutveckling
Antalet invånare i kommunen Montaut
Referens: INSEE